# Niako (Guinée)
Pour les articles homonymes, voir Niako.

Niako est un village guinéen, situé sur le Sankarani.
Ilfut probablement signé le traité de Niakha le 21 février 1889, entre la France et Samory, fixant entre autres a nouvelle frontière entre le Soudan français et l'empire wassoulou au niveau du Niger.